# ASR Nederland
ASR Nederland - нідерландська страхова компанія зі штаб-квартирою в Утрехті. Компанія була створена у своїй нинішній формі у 2008 році, коли страховий бізнес був виділений з Fortis, після того, як вона була придбана урядом Нідерландів під час фінансової кризи 2007-2008 рр. Уряд Нідерландів повернув стару назву, яка використовувалася до придбання компанією Fortis у 2000 році, для нової компанії.

## Історія
Початково страхова компанія ASR була утворена в 1997 році після злиття страхових компаній Stad Rotterdam Verzekeringen (яка була заснована в 1720 році) та ETI Amersfoortse. Нова назва ASR була заснована на поєднанні ініціалів Amersfoort та Stad Rotterdam.
У 2000 році компанія Fortis придбала ASR та об'єднала її з іншим своїм страховим бізнесом, утворивши Fortis ASR. На той час інший страховий бізнес включав страхові компанії Amev, Ardanta та Falcon (яка включала Interlloyd та VSB-leven).
У 2008 році страхова частина стала державною, коли Уряд Нідерландів взяв під контроль Fortis, щоб запобігти банкрутству банку та страхових компаній під час фінансової кризи 2007-2008 років.
21 листопада 2008 року Міністр фінансів Нідерландів, Воутер Бос, оголосив про виділення Fortis Insurance Nederland NV з використанням відродженої назви ASR Nederland NV.
Fortis Corporate Insurance було продано окремо і не увійшло до складу ASR Nederland. Страховий бізнес Фортіс у Бельгії не був частиною цього процесу, і уряд Бельгії розділив його для створення страхової компанії Ageas.
27 жовтня 2022 р ASR Nederland оголосила про придбання нідерландській частини європейській компанії Aegon за 2,5 мільярда євро і майже 30 відсотків акцій ASR вартістю 2,4 мільярда євро.

## Діяльність
ASR працює з чотирьох офісів зі штаб-квартирою в Утрехті.